# Großflottbeker THGC
Der Großflottbeker THGC (vollständig Großflottbeker Tennis Hockey und Golf Club e. V., GTHGC) ist ein Sportverein aus Hamburg. Das Sportangebot umfasst Hockey, Tennis und Golf.
Sein Vereinsgelände liegt in Othmarschen im Westen der Stadt.

## Geschichte
Der Großflottbeker THGC wurde am 1. Juli 1901 als Großflottbeker Tennisclub gegründet; Flottbek war damals noch eine selbständige Gemeinde westlich von Hamburg-Altona. Zunächst durften nur Männer im Club Tennis spielen, jedoch wurde 1905 eine Damen-Tennisabteilung eingerichtet. 1911 wurde dann die Hockeyabteilung gegründet und der Verein ein Jahr später in Groß-Flottbeker Tennis- und Hockey-Club umbenannt. 1914 hatte der Verein 100 Mitglieder.
Im Jahr 1931 kam die Golfabteilung hinzu. In Zusammenhang mit der Gründung stand die Übernahme des damaligen 9-Loch-Golfplatzes mit Clubhaus vom Hamburger Golfclub und eine gleichzeitige Umbenennung in Groß-Flottbeker Tennis-, Hockey- und Golf-Club. Seit 1927 gehörte Flottbek zur Stadt Altona, ab 1938 zu Hamburg.
1949 wurden auf dem im Krieg zu Schrebergärten umgegrabenen Golfplatzgelände zwei Hockeyplätze gebaut. Die Mitgliederzahl betrug im Frühjahr desselben Jahres 461. 1955 begann der Wiederaufbau des im Kriege zerstörten Golfplatzes auf dem verbliebenen restlichen Pachtgelände (Verpächter seit 1952 die Stadt Hamburg) als 6-Loch-Platz.

## Hockey
Die Hockeyabteilung ist durch ihre Erfolge bundesweit bekannt. Die 1. Damen des GTHGC spielen in der Hallenhockeysaison in der Hallenhockey-Bundesliga (Damen) (Gruppe Nord) und in der Feldhockeysaison in der Feldhockey-Bundesliga (Damen). Auch die 1. Herren des Großflottbeker THGC spielen in der Halle und auf dem Feld in der Bundesliga. Der Trainer der 1. Damen ist Dawid Zimnicki und der 1. Herren Jonah Johanssen. 
Der wohl bekannteste Flottbeker sind die (ehemaligen) A-Nationalspieler Phillip Witte, Gaby Appel, Jette Fleschütz, Lena Micheel und Amelie Wortmann.
Auch im Jugendbereich wird beim GTHGC erfolgreich Hockey gespielt. Zahlreiche Teilnahmen an Deutschen Endrunden brachten in den vergangenen Jahren im Jungen- und Mädchenbereich immer wieder Titel des Deutschen Meisters hervor.
Erfolge
- Deutscher Meister Feldhockey der Damen: 1966, 1970, 1977, 1979
- Deutscher Meister Hallenhockey der Damen: 1966, 1972

- Deutscher Meister Feldhockey der Herren (Ü30): 2017
- Deutscher Meister Feldhockey der weiblichen Jugend: 1983, 1988, 1999, 2000
- Deutscher Meister Hallenhockey der weiblichen Jugend: 1988, 2006, 2020
- Deutscher Meister Hallenhockey der weiblichen Jugend B: 2004
- Deutscher Meister Feldhockey der Mädchen A: 1981, 2016

- Deutscher Meister Feldhockey der männlichen Jugend A: 2000
- Deutscher Meister Feldhockey der männlichen Jugend B: 1998
- Deutscher Meister Feldhockey der Knaben A: 1997

## Golf
Auf dem Gelände des GTHGC wurde 1906 zum ersten Mal Golf gespielt. Damals war der Hamburger Golf Club hier Hausherr. 1930 zog der HGC in die Rissener Heide bei Blankenese-Falkenstein. Das Gelände in Othmarschen wurde anschließend vom Großflottbeker Tennis- und Hockey-Club übernommen und firmiert seit 1931 unter dem Kürzel GTHGC. Nach dem Zweiten Weltkrieg musste ein Teil des Geländes (3 Löcher) abgegeben werden zum Neubau des Gymnasiums Christianeum. Danach konnten nur noch 6 Löcher bespielt werden. Der GTHGC ist somit der kleinste Golfclub in Deutschland, zugleich aber vom Dachverband voll akzeptiert.
Herren PAR 65 Gesamtlänge 4755 Meter
Damen PAR 65 Gesamtlänge 4256 Meter
Als Besonderheit ist auf dem Golfgelände der Fluss Flottbek hervorzuheben.

## Tennis
Mit über 1000 Mitgliedern ist die Tennissparte die mitgliederstärkste Abteilung im GTHGC. 
Die 1. Damen spielen in der Sommersaison 2023, wie schon 2009 und 2018, in der 2. Tennis-Bundesliga (Damen).
Die 1. Herren spielen in der Sommersaison 2023 in der Regionalliga Nord-Ost.